# Rivière Bâtarde
Rivière Bâtarde är ett vattendrag i Haiti.   Det ligger i departementet Ouest, i den centrala delen av landet, 11 km norr om huvudstaden Port-au-Prince.